# Andris Jakubāns
Andris Jakubāns (* 28. Februar 1941 in Rēzekne, Sowjetunion; † 16. Juni 2008 in Riga, Lettland) war ein lettischer Prosaiker, Drehbuchautor und Zeitungsherausgeber.

## Leben und Wirken
Andris Jakubāns wurde 1941 in Rēzekne (deutscher Ortsname: Rositten) als Sohn eines Lehrers geboren. Er besuchte die Mittelschulen in Cēsis, Valmiera und Riga. Von 1957 bis 1961 absolvierte er eine Lehre zum Elektriker und übte diesen Beruf danach auch aus, nahm aber 1960 ein Geschichts- und Philosophiestudium an der Lettischen Staatsuniversität in Riga auf, das er 1963 wieder aufgab. Er leistete von 1963 bis 1966 seinen Armeedienst und arbeitete währenddessen an der lettischen Ausgabe eines literarisch ausgerichteten Jugendjournals (wohl Pendant zu oder Ableger von Jaunatne) mit. Danach ging er als Beleuchter zum Rigaer Fernsehen Latvijas Televīzija und konnte dort schon 1968 in den redaktionellen Aufgabenbereich wechseln.
Im selben Jahr wurde seine Erzählung Serenāde in Literatūra un Māksla („Literatur und Kunst“) veröffentlicht, worin er die Lebenswirklichkeit der Jugend beschreibt. In den folgenden Geschichten widmete er sich weiteren sozialen Themen. In einem schmalen Sammelband unter dem Titel Mana baltā ģitāra („Meine weiße Gitarre“) veröffentlicht, beeindruckten die Geschichten sowohl die Fachwelt als auch die sich „verstanden fühlenden“ Menschen in Lettland. 1969 wurde Jakubāns in den Schriftstellerverband aufgenommen.
Von 1971 bis 1973 war er Redakteur bei der Zeitschrift Liesma, von 1975 bis 1976 Prosaberater für den Autorennachwuchs im Schriftstellerverband, von 1976 bis 1987 Leiter der für die Prosatexte zuständigen Abteilung bei Literatūra un Māksla, von 1987 bis 1990 stellvertretender Chefredakteur der Zeitschrift Duagua und von 1990 bis 1998 Herausgeber von Neatkarīgā Cīņa („Der unabhängige Kampf“; später Neatkarīgā Rīta Avīze, „Unabhängige Morgenzeitung“).
In größeren zeitlichen Abständen erschienen weitere Bände mit Erzählungen. Auszüge daraus wurden ins Polnische, Bulgarische, Ungarische, Slowenische, Finnische, Deutsche und Englische übersetzt, und vieles wurde ins Russische übertragen. Er verfasste außerdem zwei Drehbücher, von denen sich das erste aus dem Jahr 1975 des Lebensgefühls von Jugendlichen annimmt.

## Erzählbände im Original
- Mana baltā ģitāra („Meine weiße Gitarre“), Riga 1968.
- Vakariņas ar klaunu („Abendessen mit einem Clown“), Riga 1974.
- Burves aiziešana („Abgang der Zauberin“), Riga 1980.
- Un atkal melnais suns pie kājām. Stāsti un noveles („Und wieder der schwarze Hund zu seinen Füßen“), Riga 1988.
- Cita tūkstošgade („Ein weiteres Jahrtausend“), Riga 2000.
- 33 stāsti („33 Stories“), Riga 2001.

### In der DDR erschienen
- Sonnabend, 17.45 Uhr, vor dem Hockey. (Aus dem Russischen von Monika Schonert.) In: Sinn und Form. Beiträge zur Literatur, 4/1979 (Oktober), S. 806–816 (zuerst in: Drushba naradow, 4/1977).
- Das Lied von der guten alten Erde und auch vom Meer. (Aus dem Lettischen von Welta Ehlert.) In: Unter dem Flügel eines Vogels. Lettische Erzählungen aus neun Jahrzehnten. Herausgegeben, mit biographischen Notizen und Anmerkungen versehen von Welta Ehlert. Mit einem Nachwort von Jānis Kalniņš. Verlag Volk und Welt, Berlin 1978, S. 403–424.
- Lodrian – Lotte und Lothars Liebchens Sohn. (Aus dem Lettischen von Welta Ehlert.) In: Erlesenes 5. Erzählungen. Neue Namen aus zehn Sowjetrepubliken. Ausgewählt und mit biographischen Notizen versehen von Marijke Lanius, unter Mitarbeit von Inna Sergejewa, Moskau. Verlag Volk und Welt, Berlin 1982, S. 283–294 (aus: Burves aiziešana).
- Tbilissi, Tbilissi… (Aus dem Lettischen von Olga Rosneek.) In: Erlesenes 6. Novellen aus Estland, Lettland, Litauen. Herausgegeben und mit biographischen Notizen versehen von Marijke Lanius. Verlag Volk und Welt, Berlin 1983, S. 175–193 (aus: Vakariņas ar klaunu).

### Im Nachwende-Deutschland erschienen
- Achtzehn wilde Katzen. In: Aija Priedite (Hrsg.): Lettische Erzählungen. Da habe ich gefühlt, wie die Erde sich dreht! Bibliotheca Baltica, Tallinn 1992, ISBN 9985-800-00-1, S. 202–215.

## Drehbücher
- 1975: Motociklu vasara („Motorrad-Sommer“)
- 1982: Salavecisa personiga dzive („Salavecis Privatleben“)